# Golnoush Khosravi
Pour les articles homonymes, voir Khosravi.
Golnoush Khosravi (persan : گُلنوش خُسرَوی) est une footballeuse iranienne née en 2001.

## Biographie
Avant de se tourner vers le football, elle découvre le futsal à l'âge de 9 ans. Elle joue pour les équipes nationales féminines U-14 et U-19. Ensuite, elle rejoint le club turc de Konak Belediyespor, ce qui constitue son premier contrat à l’étranger. Elle est comparée au footballeur brésilien Neymar ; selon elle, c'est parce que son visage et un peu de son style ressemble à lui. Elle pourtant ne considère pas Neymar comme sa modèle, admettant qu'il est un grand footballeur.